# Sławny Jett Jackson
Sławny Jett Jackson (ang. The Famous Jett Jackson, 1998–2001) – kanadyjsko-amerykański serial przygodowy stworzony przez Fracaswell Hyman.
Jego światowa premiera odbyła się 25 października 1998 roku na amerykańskim kanale Disney Channel. Ostatni odcinek został wyemitowany 22 czerwca 2001 roku. W Polsce serial nadawany był dawniej na kanale TVP2.

## Obsada

### Główni
- Lee Thompson Young jako Jett Jackson/Silverstone
- Ryan Sommers Baum jako J.B. Halliburton
- Kerry Duff jako Kayla West
- Gordon Greene jako Woodrick Jackson
- Montrose Hagins jako Miz Coretta
- Melanie Nicholls-King jako Jules Jackson

### Pozostali
- Jeffrey Douglas jako Cubby
- Lindy Booth jako Riley Grant/Hawk
- Nigel Shawn Williams jako Nigel Essex/Artemus

## Nagrody i nominacje

### Young Artist Award
- 1999 – Lee Thompson Young - nominacja w kategorii Best Performance in a TV Comedy Series, Leading Young Actor[1]
- 1999 – Ryan Sommers Baum - nominacja w kategorii Best Performance in a TV Comedy Series, Supporting Young Actor
- 1999 – Kerry Duff - wygrana w kategorii Best Performance in a TV Comedy Series, Supporting Young Actress
- 1999 – Sławny Jett Jackson - nominacja w kategorii Best Family TV Comedy Series
- 2000 – Lee Thompson Young - nominacja w kategorii Best Performance in a TV Drama Series, Leading Young Actor[2]
- 2000 – Ryan Sommers Baum - nominacja w kategorii Best Performance in a TV Drama Series, Supporting Young Actor
- 2000 – Kerry Duff - nominacja w kategorii Best Performance in a TV Drama Series, Supporting Young Actress[3]
- 2001 – Kerry Duff - nominacja w kategorii Best Performance in a TV Movie

### Parents' Choice Awards
- 2001 – Sławny Jett Jackson - wygrana w kategorii Silver Honor[4]